# خانه صمیمی
خانه صمیمی مربوط به دوره قاجار است و در بوشهر، خیابان آهنگران، محله شنبدی واقع شده و این اثر در تاریخ ۷ مرداد ۱۳۸۲ با شمارهٔ ثبت ۹۲۷۶ به‌عنوان یکی از آثار ملی ایران به ثبت رسیده است.